# Kelly Kainz
Kelly Kainz (* 16. Mai 1975 in Liverpool, England, gebürtig  Kelly Beesley) ist eine britische Tänzerin.
Bereits im Alter von drei Jahren erhielt Kelly Beesley Unterricht im Ballett, Stepptanz, später in den lateinamerikanischen Tänzen. Sie erreichte als 17-Jährige mit ihrem damaligen Tanzpartner den 3. Platz in Blackpool, dem „Wimbledon des Tanzes“.
1995 kam Beesley nach Österreich, um mit Andy Kainz ein neues Tanzpaar zu bilden. Nach einem knappen Monat Vorbereitungszeit gewannen sie die Staatsmeisterschaft in den Lateinamerikanischen Tänzen 1995 und 1996. Sie zogen 1997 für zwei Jahre nach Liverpool, danach nach London. Sie tanzten dabei für England, da es in Österreich auf ihrem Leistungsniveau keine Trainer gab. 2001 wechselten Kelly Beesley und Andy Kainz ins Profilager und gewannen das Blackpool Dance Festival. Im selben Jahr traten sie auch vor den Traualtar, 2004 beendeten sie ihre aktive Karriere.
Erst für die ORF-Show Dancing Stars kehrte das Paar nach Österreich zurück.
In der 1. Staffel der Show Dancing Stars schied Kelly Kainz mit ihrem Partner Mat Schuh in Runde 1 aus.
Ab 9. März 2006 nahm sie an der 2. Staffel der Show Dancing Stars teil. Gemeinsam mit ihrem Tanzpartner Manuel Ortega gewann sie am 5. Mai 2006 die Show.
Am 4. Mai 2007 gewann sie auch die 3. Staffel von Dancing Stars, bei der Klaus Eberhartinger ihr Tanzpartner war.
Ab 8. Februar 2008 tanzte Kainz in der 4. Staffel mit Marc Pircher, mit dem sie am 8. März in Runde 5 ausschied.
Kelly Kainz und ihr Mann Andy leben derzeit in Kärnten und bilden den Nachwuchs im Nationalkader des Österreichischen Tanzsportverbandes aus. Am 16. September 2010 kam die erste gemeinsame Tochter auf die Welt.
Andy und Kelly Kainz vertraten Österreich am 1. September 2007 bei der ersten Ausgabe des Eurovision Dance Contest; das Paar war intern vom ORF ausgewählt worden. Ihr erster Tanz war ein Jive zu dem Lied Boogie Woogie Bugle Boy, als zweiter Titel wurde The black pearl aus dem Soundtrack zum Kinofilm Fluch der Karibik gewählt. Zu diesem Lied tanzten sie einen Paso Doble, der – um die geforderten nationaltypischen Elemente einzubauen – auch Elemente des Wiener Walzers enthielt. In Summe reichte es in dieser Show zum 5. Rang bei insgesamt 16 teilnehmenden Tanzpaaren aus verschiedenen Nationen mit 74 Punkten.